# Teatro Sociale (Voghera)
Il Teatro Valentino Garavani, precedentemente noto come Teatro Sociale, è un teatro della città italiana di Voghera, in provincia di Pavia.
Costruito tra gli anni 1842 e 1845, fu adibito a opere liriche, operette, rappresentazioni teatrali, sede di conferenze e cinema.
Chiuso al pubblico nel 1986 per inagibilità, nel successivo trentennio ha scontato infruttuosi tentativi di riapertura messi in atto sia dalla Società del Teatro sia dall'amministrazione, sprofondando in stato di abbandono e degrado. Nel 2018, grazie ad un importante contributo privato in aggiunta a quello di fondazioni bancarie, e nel 2022 con il sostegno economico di Regione Lombardia, ne è stata avviata la ristrutturazione, conclusasi nel 2023.
Il Teatro è dedicato a Valentino Garavani, illustre cittadino di Voghera.

## Rappresentazioni teatrali
In molte città e luoghi di provincia dell'Italia centrosettentrionale, dove più intensamente si sviluppò tra Settecento e Ottocento la cosiddetta "industria del melodramma", gli spettacoli melodrammatici si affermarono come evento di contorno in occasione delle fiere. A Voghera essi vennero pertanto a coincidere con lo svolgimento della fiera dell'Ascensione, tenuta nella stagione primaverile e attestata dalla seconda metà del Settecento.
L'elenco dei titoli rappresentati al "Sociale" consiste in un repertorio ampiamente consolidato, formato dalle opere più popolari di Verdi (non manca l'Otello), Donizetti e Bellini, integrato da esecuzioni solitarie di opere del secondo Ottocento (Carmen, Manon Lescaut, Faust, La Wally, La Gioconda, Mefistofele ). Molto consistente è per altro la presenza di opere dei compositori della cosiddetta Giovane Scuola, Puccini e Giordano in particolare.
Da segnalare l'arrivo di Tosca a Voghera a meno di tre anni dalla prima rappresentazione assoluta di Roma. Rossini è presente con il solito, frequentatissimo, Barbiere. Non fa spicco, perché di normale repertorio in quegli anni, il Crispino e la Comare dei fratelli Ricci.

## La storia
Per la storia del teatro sociale di Voghera è fondamentale il fondo archivistico della società che gestiva l'immobile contenente gli atti amministrativi, contabili e tecnici di progettazione dal 1845 al 1960 circa. Tale fondo è stato donato dalla stessa società al Dott. Giuseppe Mazza, direttore della biblioteca civica. Con la costituzione dell'archivio di Voghera negli anni 90 del Novecento, tale fondo è passato a quest'ultimo ente che ha provveduto all'inventariazione a cura del Dott. Montagna.
La storia del teatro è abbastanza conosciuta perché ad essa hanno messo mano numerosi studiosi, primo fra tutti Alessandro Maragliano, che scrisse un saggio su I Teatri di Voghera nel 1901.
Il Teatro Sociale di Voghera sorse tra il 1842 e il 1845 sull'area delimitata da piazza Duomo e via Emilia, tra la casa Boccardi e l'attuale via Gioacchino Dell'Isola, dopo un'iniziale proposta di collocarlo nell'area di piazza San Bovo, avanzata dall'ingegner Vincenzo Pozzone, al quale la Società del Teatro aveva affidato l'incarico di studiare la miglior soluzione. Una seconda proposta di erigerlo in contrada San Bernardino, sostenuta da Francesco Porta, fu causa nel 1829 dell'abbandono di ogni proposizione per la sua realizzazione, forse per evitare i contrasti tra i soci azionisti.
Ripreso il progetto sette anni dopo, si decise di scegliere l'area di via Emilia, affidando il progetto all'architetto Felice Moraglia di Lodi. Sull'elaborato del Moraglia intervennero criticamente alcuni azionisti che indussero il Consiglio di Amministrazione a modificare il progetto, affidandone l'incarico all'architetto Gioacchino dell'Isola Molo del Borghetto, che volle collocare l'ingresso sul lato di via Emilia.
L'opera fu finanziata con un sussidio di 25.000 lire, messe a disposizione dal Comune di Voghera, che si sommò al guadagno proveniente dalla vendita dei palchi, mediante estrazione a sorte tra gli azionisti. Negli anni seguenti il Municipio vogherese s'impegnò nell'ampliamento dello stabile attraverso l'acquisto delle case ad esso adiacenti.
La sala teatrale, progettata per circa 1200 persone, presenta un triplice ordine di palchi, con sovrastante loggione e platea. Il piano di platea era originariamente mobile e molto inclinato, e in occasione delle esibizioni di danza era rialzato a livello. Le decorazioni della sala a rilievi dorati sono in legno e cartapesta, come pure le membrature attorno ai cassettoni del proscenio, molto simili a quello del Teatro alla Scala.

Interno visto dal palcoscenico, fotografia eseguita nell'aprile 1937

I palchi, 62 in totale, sono disposti su tre ordini: 18 palchi nel primo ordine, 18 nel secondo e 20 nel terzo, a cui si aggiunge una coppia di palchi di proscenio.
Avendo il Comune di Voghera già dal 1827 deliberato la cessione per la costruzione del materiale edilizio ricavato dall'abbattimento delle mura che circondavano la città, ricevette tre palchi di prima categoria.
Nel 1877 fu creato il corridoio d'accesso al teatro (sottopassaggio d'orchestra), oggi in uso alla Libreria del Teatro.
Il Teatro ha ospitato il ventenne Arturo Toscanini come direttore dell'Aida nel 1889.
Nel 1902 venne collocato, posteriormente alla realizzazione del palcoscenico, il grande organo costruito da Angelo Cornetti di Milano.
Nel 1903 fu inaugurata la lapide in pietra rosa con medaglione posta sulla facciata, a opera dello scultore Enrico Cassi, raffigurante Giuseppe Verdi; nello stesso anno però il teatro fu chiuso al pubblico perché dichiarato inagibile, nonostante le precedenti numerose ristrutturazioni.
Nel 1909 il Municipio, a seguito di una vertenza della Società dei Palchettisti, perse la presidenza della Società del Teatro, che diventò elettiva tra i soci.
Dal 1915 il locale viene declassato a sala cinematografica.
Negli anni tra le due guerre si alternarono periodi di funzionamento della struttura (sia come sala teatrale sia come cinema) a periodi di chiusura. Furono eseguiti vari lavori di modifica, e nel 1954 l'assemblea dei palchettisti del teatro deliberò una trasformazione radicale della sala con eliminazione dei palchi allo scopo di accrescere il numero dei posti a sedere, ma non riuscì a portare ad attuazione il progetto a causa dell'intervento provvidenziale del Ministero della Pubblica Istruzione. Quest'ultimo ricordava infatti il vincolo a cui era sottoposto il monumento, ribadendo il principio del mantenimento della struttura alle sue originarie linee architettoniche interne ed esterne. Il Ministero stesso il 22 novembre del 1955 riconosce il Teatro di interesse storico e procede all'imposizione, ai sensi della Legge 1089/39, del vincolo indiretto sull'intero complesso.
Adibito definitivamente ad uso cinematografico dal 1947 circa, il teatro per motivi di sicurezza venne infine chiuso al pubblico nel 1986, i soci proprietari dell'immobile continuarono ad occupasene eseguendo gli ordinari lavori di manutenzione, il comune reclamandone la proprietà per la rimessa a norma della struttura per l'apertura al pubblico, propose ai soci l'acquisto. L'allora presidente della società del teatro, Mario Zampolini, propose la donazione dei palchi, e quindi dell'edificio principale al Comune, in cambio della cessione delle quote appartenenti al Comune degli edifici annessi all'immobile principale (Bar del Teatro, libreria del Teatro e Casino Sociale), strada che per ragioni legali non poté essere perseguita.
Dopo la vendita da parte della società del teatro al Comune di Voghera , nel 2018, grazie a uno stanziamento di Fondazione Cariplo e Esselunga, è stato avviato il restauro completo dell'edificio: esso comprende il ripristino di palchi e platea, il risanamento della cupola affrescata, la reinstallazione dell'illuminazione (ivi compreso il lampadario centrale), la posa di nuovi impianti elettrici e termici, di nuove macchine sceniche, il ripristino completo degli arredi e la messa a norma di sicurezza delle infrastrutture. Il costo preventivato dell'operazione è di 4.195.000 €. Nel 2022 Regione Lombardia ha contribuito alla ristrutturazione del loggione e del foyer con un investimento di 1.600.000 €.
In occasione del 90º compleanno dello stilista vogherese Valentino Garavani e dell’inaugurazione del salone principale, il 15 maggio 2022, l’edificio ha ospitato una mostra organizzata dall'associazione culturale Spazio 53, per conto del Comune di Voghera, degli abiti dello stilista, che ha personalmente preso parte all’esibizione.
I lavori di restauro del Teatro si sono conclusi nel 2023, e la struttura rinnovata è stata inaugurata il 26 settembre 2023.